# Сдерот
Сдеро́т (ивр. שְׂדֵרוֹת‎ — в переводе на русский язык «проспект», «бульвар»; араб. سديروت‎) — город в северо-западном Негеве, в южной части Израиля (в 15 километрах юго-восточнее Ашкелона). Название — буквально «проспект», «аллея» — дано в честь Еврейского национального фонда, производившего посадки (аллеи вдоль дорог) в рамках программы освоения и заселения северной части пустыни Негев.

## История
Годом основания Сдерота считается 1951 год, когда здесь (возле кибуца Нир-Ам) стали селиться в палатках евреи — выходцы из Ирана, Курдистана, Марокко и, в меньшей степени, Туниса, находившие случайную работу в основном в сельском хозяйстве. Позже в поселении построили «маабару» (бараки) и оно называлось Мааберет-Гевим — Дорот; в него влились репатрианты из Северной Африки. В 1956 году в Сдероте был образован местный совет.
С началом алии из СССР, а затем из стран СНГ 1990-х годов в Сдероте начали селиться репатрианты из этих стран. В 2009 году население города составляло 19 400 жителей, более половины из которых (7871 человек (2006)) были новые репатрианты из стран бывшего СССР, репатриировавшиеся в Израиль в 1990-х годах, и в подавляющем большинстве (около 2 тысяч, 2006 год) это горские евреи (этно-религиозная группа евреев, традиционно проживавших в Дагестане (Дербент), в Чечне (Грозный) и Азербайджане). В Сдероте расположен Негевский региональный колледж им. П. Сапира.
В Сдероте находится крупная промышленная зона — предприятия по производству, сортировке и упаковке пищепродуктов, металлообрабатывающие, текстильные, кабельные и другие фабрики. Некоторые жители заняты на находящихся поблизости нефтяных разработках компании «Лапидот».
Сдерот периодически подвергается обстрелам самодельными ракетами типа «Кассам» из сектора Газа (из района Бет-Ханун; от Сдерота до расположенного в секторе Газа палестинского города Бейт-Ханун по прямой четыре километра). Система оповещения о падениях ракет предупреждает жителей Сдерота о падении ракеты примерно за 15 секунд. Израильская армия периодически проводит превентивные операции в секторе Газа, подавляя огневые позиции террористов и уничтожая мастерские по производству ракет.
Согласно статистике, с середины июня 2007 года до середины февраля 2008 года из сектора Газа в Сдерот было выпущено 771 ракета и 857 мин, то есть в среднем 3—4 снаряда в день.
7—8 октября 2023 года в результате нападения вооружённых группировок из сектора Газа находился под контролем организации ХАМАС, в городе шли бои армии с террористами.
15 октября город был полностью эвакуирован израильскими военными.

## Население
По данным Центрального статистического бюро Израиля, население на начало 2020 года составляло 27 635 человек.
Среднемесячная заработная плата работника в течение 2019 года составила 7201 шекелей (в среднем по стране: 9745 шекелей).